# Z2 Georg Thiele
Z2 Georg Thiele – niemiecki niszczyciel typu 1934 (Leberecht Maass) z okresu przedwojennego i II wojny światowej, zatopiony w 1940 w bitwie pod Narwikiem.

## Budowa
Zamówiony 7 lipca 1934, położenie stępki - 25 października 1934, wodowanie - 18 sierpnia 1935, wejście do służby - 27 lutego 1937. Zbudowany w stoczni Deutsche Werke w Kilonii (numer stoczniowy K243). W systemie oznaczeń niemieckich niszczycieli miał przydzielony numer Z2 (rzadko używany oficjalnie), przed wojną nosił numer burtowy 13. 
Nazwę nadano mu na cześć niemieckiego komandora ppor. Georga Thiele, dowódcy 7. Półflotylli Torpedowców podczas I wojny światowej, który zginął 17 października 1914 na niszczycielu S119, zatopionym przez brytyjski krążownik "Undaunted".

## Służba
19 sierpnia 1938 uczestniczył w rewii floty przed Hitlerem i węgierskim regentem Horthym. W kwietniu-maju 1939 pływał na wody Hiszpanii i Maroka. 
W maju 1939 wziął udział w okupacji Kłajpedy. 
Tuż przed wybuchem II wojny światowej i podczas kampanii wrześniowej patrolował polskie wybrzeże, bez epizodów bojowych. Następnie działał na Morzu Północnym i w Cieśninach Duńskich. Od stycznia do kwietnia 1940 w remoncie. 
Wziął udział w inwazji na Norwegię (operacji Weserübung), w grupie zajmującej Narwik 9 kwietnia 1940, przewożąc tam strzelców górskich. Odegrał kluczową rolę po stronie niemieckiej, wraz z niszczycielem "Bernd von Arnim", w pierwszej bitwie morskiej pod Narwikiem 10 kwietnia 1940, w której wziął główny udział w zniszczeniu brytyjskich niszczycieli HMS "Hardy" i "Hunter", ostrzeliwując je i uszkadzając "Huntera" torpedą. Uszkodził też HMS "Hotspur". Sam trafiony 7 pociskami, odniósł średnie uszkodzenia (zniszczony kocioł i dziobowe działo, zmniejszona prędkość, 13 zabitych). 
Podczas drugiej bitwy pod Narwikiem 13 kwietnia 1940, uszkodził poważnie torpedą niszczyciel brytyjski HMS "Eskimo". Następnie uszkodzony artylerią brytyjskich niszczycieli HMS „Forester”, "Hero" i "Bedouin", wyrzucił się na brzeg w fiordzie Rombaken, na pozycji 68°24′N 17°49′E/68,400000 17,816667, po czym jego kadłub przełamał się na dwie części (14 zabitych, 28 rannych). Jego wrak wciąż spoczywa tam, częściowo wystając z wody zaś najgłębsza część zalega na ok. 52 metrach głębokości. Wrak jest ułożony pod kątem około 45 stopni na skarpie.
Historia konstrukcji i opis okrętu - w opisie niszczycieli Typu 1934.
Dowódcy:
- kmdr por (Fregattenkapitän) Hans Hartmann - 27 lutego 1937 - 7 sierpnia 1938
- kmdr por von Pufendorf - 8 sierpnia 1938 - 27 października 1938
- kmdr ppor (Korvettenkapitän) Max-Eckart Wolff - 30 października 1938 - 13 kwietnia 1940

## Dane techniczne
- wyporność:
  - standardowa: 2232 t
  - pełna: 3156 t
- wymiary:
  - długość: 119 m
  - szerokość: 11,3 m
  - zanurzenie: 4,3 m
- napęd: 2 turbiny parowe o mocy łącznej 70 000 KM, 6 kotłów parowych Wagnera (ciśnienie pary 70 at), 2 śruby
- prędkość maksymalna: 38 w.
- zasięg: 1900 mil morskich przy prędkości 19 w.
- zapas paliwa: 770 t. mazutu
- załoga: 325

Uzbrojenie i wyposażenie: 
- 5 dział 128 mm (nominalnie 12.7cm) SK C/34 w pojedynczych stanowiskach, osłoniętych maskami (5xI).
  - długość lufy L/45 (45 kalibrów), donośność maksymalna 17.400 m, kąt podniesienia +30°, masa pocisku 28 kg, zapas amunicji - 120 na działo (rzeczywisty kaliber 128 mm).
- 4 działka przeciwlotnicze 37 mm SK C/30, półautomatyczne, podwójnie sprzężone na podstawach LC/30  (2xII)
- 6 działek przeciwlotniczych 20 mm (6xI)
- 8 wyrzutni torpedowych 533 mm (2xIV), 12-16 torped
- 18 bomb głębinowych (zrzutnia bg)
- możliwość zabrania 60 min morskich

- szumonamiernik GHG
- system kierowania ogniem artylerii głównej: dwa 4-metrowe dalmierze stereoskopowe (na nadbudówce dziobowej i śródokręciu), centrala artyleryjska C34/Z